# Elección presidencial de Croacia de 2009-2010
Las elecciones presidenciales se celebraron en Croacia el 27 de diciembre de 2009 y el 10 de enero de 2010. Doce candidatos participaron en la primera vuelta, el balotaje se celebró con el ganador de la primera vuelta Ivo Josipović y el segundo lugar Milan Bandić. En la segunda vuelta, Josipović obtuvo una cómoda victoria, recibiendo el 60.27% de los votos, convirtiéndose en el primer presidente electo por el Partido Socialdemócrata de Croacia (SDP). El actual presidente Stjepan Mesić, que fue elegido por primera vez en 2000 como candidato del Partido Popular de Croacia y reelegido en 2005 como independiente, no se pudo presentar para la reelección a un tercer mandato debido a los límites del mandato.
Como el titular no era elegible para la reelección, varios candidatos aprovecharon la oportunidad para presentarse a la presidencia. La mayoría de los principales partidos políticos croatas participaron en las elecciones ya sea nominando a un candidato o endosándolo. El umbral de nominación relativamente bajo (diez mil firmas en un país de cuatro millones de votantes), la agitación en el partido político más grande (Unión Democrática Croata, HDZ) debido a la muerte del líder Ivo Sanader y la actual crisis económica, así como también como una crisis interna en el segundo partido más grande (Partido Socialdemócrata de Croacia, SDP), condujo a un número récord de candidatos que participaron en las elecciones.
En la primera vuelta, el voto de la centro izquierda se dividió entre 3-4 candidatos, mientras que el voto de la centro derecha se dividió entre 5-6 candidatos. Debido a la mayor fragmentación de la derecha, dos candidatos que eran miembros de SDP llegaron a la segunda vuelta. Las encuestas electorales predijeron con precisión al ganador, mientras que las proyecciones del segundo lugar generalmente estuvieron dentro de un margen de error estadístico, lo que levantó las esperanzas de muchos candidatos y permitió una sensación de drama provocada por los medios croatas.
La segunda ronda estuvo marcada por una polarización más intensa. La campaña de Bandić cambió su mensaje político significativamente hacia la derecha, con la campaña de Josipović puesta a la defensiva. Sin embargo, una reaparición repentina de Sanader interrumpió la campaña electoral y consolidó la ventaja de Josipović; al final, ganó por un amplio margen y fue jurado como el tercer presidente de la República de Croacia el 18 de febrero.
El Presidente de Croacia es electo por un período de cinco años. Aunque las decisiones clave del gobierno suelen ser realizadas por el gabinete de ministros y el Parlamento croata; el presidente controla el Ejército y posee influencia en la conducción de la política exterior croata. Además, es considerado una autoridad moral en el país.

## Antecedentes y reglas
Después de cumplir dos mandatos consecutivos de cinco años, el presidente Stjepan Mesić no le fue permitido participar en las elecciones de 2009.
Las elecciones comenzaron oficialmente el 4 de noviembre, con el inicio del período de recogida de firmas necesario para convertirse en candidato oficial. Cada candidato tenía 12 días para recolectar 10 000 firmas escritas de ciudadanos que son elegibles para votar. Después de los 12 días, se verificaron las firmas y el 18 de noviembre la Comisión Electoral del Estado anunció los 12 candidatos que lograron recolectar la cantidad necesaria de firmas. Al día siguiente, la campaña oficial de 37 días comenzó y duró hasta 24 horas antes del Día de las Elecciones, que fue el Día de Navidad, hasta la medianoche.
La primera ronda se celebró el 27 de diciembre y ningún candidato logró obtener el 50% de un voto, por lo que una segunda ronda se celebró el 10 de enero de 2010 entre los dos candidatos que obtuvieron más votos, Ivo Josipović y Milan Bandić. Cada candidato podría haberse retirado de la elección en cualquier momento.

## Candidatos
De las 19 personas que presentaron firmas a la Comisión Electoral del Estado, 13 de ellas fueron aceptados como candidatos, pero una de ellas se retiró. Los siguientes 12 candidatos corrieron para el domingo 27 de diciembre de 2009, las elecciones presidenciales.
| Candidato          | Partido                                       |
| ------------------ | --------------------------------------------- |
| Milan Bandić       | Independiente                                 |
| Andrija Hebrang    | Unión Democrática Croata                      |
| Ivo Josipović      | Partido Socialdemócrata de Croacia            |
| Josip Jurčević     | Independiente                                 |
| Damir Kajin        | Asamblea Democrática de Istria                |
| Boris Mikšić       | Independiente                                 |
| Dragan Primorac    | Independiente                                 |
| Vesna Pusić        | Partido Popular Croata - Demócratas Liberales |
| Vesna Škare Ožbolt | Independiente                                 |
| Miroslav Tuđman    | Independiente                                 |
| Nadan Vidošević    | Independiente                                 |
| Slavko Vukšić      | Partido Demócrata de los Llanos de Eslavonia  |

## Campaña electoral general

### Primera vuelta
La campaña oficial comenzó el 19 de noviembre, ya que la comisión electoral del país anunció los 12 candidatos para participar. Andrija Hebrang recogió más firmas que cualquier otro candidato con más de 140.000, Ivo Josipović fue segundo con poco menos de 120.000, Milan Bandić recolectó alrededor de 60.000, Vesna Pusić poco menos de 50.000, mientras que Dragan Primorac y Nadan Vidošević cada uno recogió más de 30.000 firmas. Al principio de la campaña, la mayoría de las encuestas mostraban a Josipović con una ventaja saludable sobre sus oponentes. Aunque Hebrang ocupó el segundo lugar en la mayoría de las encuestas de opinión durante el verano, cayó hasta el quinto lugar en noviembre. Afirmó que las encuestas de opinión nunca han sido amables con su partido ya que la mayoría de los votantes conservadores se niegan a participar en ellos y expresó su convicción de que el día de la elección será el vencedor. A pesar de la indecisión de Bandić, ocupó el segundo o tercer lugar en la mayoría de las encuestas durante el otoño. Después de anunciar oficialmente su campaña, la mayoría de los observadores políticos esperaba que obtuviera un impacto en las encuestas, sin embargo, eso nunca se materializó. Después de anunciar su candidatura continuamente cayó en las encuestas, pero todavía logró reclamar segundo o tercer lugar. Nadan Vidošević lideró la mayoría de las encuestas durante 2008 y principios de 2009, pero nunca logró tomar la delantera después de oficialmente convertirse en un candidato.

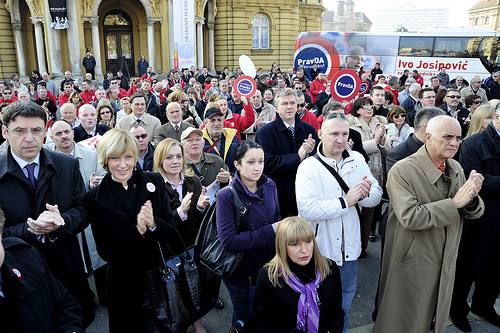
Una multitud que escucha a Ivo Josipović hablar mientras comienza su campaña con un mitin en la plaza Tito en Zagreb.

Josipović basó su campaña en el eslogan "Justicia para Croacia" y comenzó su campaña con un mitin frente al Teatro Nacional Croata en Zagreb. Él atacó al actual gobierno croata ya la primera ministra Jadranka Kosor por ignorar las necesidades del hombrecito y la criticó por no tratar con la corrupción. Andrija Hebrang inició la campaña con una retórica patriótica con el lema "Por una Croacia orgullosa y europea". Elogió a Jadranka Kosor y a sus políticas, en su mayoría criticando a Dragan Primorac y Nadan Vidošević por abandonar su partido, llamándolos desertores y traidores de su partido. Argumentó que ofreció a Primorac y Vidošević una oportunidad para resolver la cuestión de quién será el candidato de su partido a la presidencia a través de un desafío principal afirmando que ambos se negaron.
La presentación de los candidatos en la televisión nacional suele ser un tema polémico, con los candidatos menores que se quejan de la falta de cobertura y los principales candidatos que se quejan de la dilución de la campaña en cuestiones marginales. La televisión croata, como operador de televisión pública, está legalmente obligada a dar a cada candidato el mismo tiempo de televisión, y todos ellos obtuvieron una entrevista de media hora en el programa político "Otvoreno", en el horario de mayor audiencia. Hubo tres debates televisados en la primera ronda. La primera se celebró el 20 de noviembre en HRT con 10 candidatos presentes. Andrija Hebrang y Boris Mikšić se negaron a asistir alegando que eran discriminados en todas las cadenas de televisión nacionales. El segundo se celebró el 10 de diciembre en Nova TV, organizado por Mislav Bago. Cinco candidatos que estaban por delante en las encuestas estaban presentes, Ivo Josipović, Nadan Vidošević, Andrija Hebrang, Dragan Primorac y Vesna Pusić. Milan Bandić se negó a asistir. Los temas principales fueron la lucha contra la corrupción, la economía y la Unión Europea. Una encuesta realizada después del debate mostró que Vesna Pusić ganó el debate con el 30% de los encuestados que mejor respondieron, con Ivo Josipović en segundo lugar con un 26%. La encuesta también mostró que Ivo Josipović fue el más específico en sus respuestas con Vesna Pusić siguiendo de cerca. La audiencia consideró a Nadan Vidošević el más agradable ya Andrija Hebrang el más entretenido. El último debate se celebró una vez más sobre HRT el 22 de diciembre y fue el único con los 12 candidatos presentes. Los principales temas de discusión fueron el gasto de campaña, la corrupción y la sugerencia de eliminar la inmunidad política. Había cuatro debates planeados con el último que se celebrará en Nova TV el 23 de diciembre con seis candidatos principales a estar presentes. Sin embargo, los seis candidatos que participaron en las encuestas objetaron haber sido discriminados por Nova TV, en particular Josip Jurčević, quien amenazó con demandar a la cadena de televisión y presentó una denuncia contra la comisión electoral del país. Por último, Nova TV canceló el debate programado y pidió el cambio de las leyes de Croacia en relación con la cobertura mediática de las campañas presidenciales.

#### Resumen de gastos
Según la ley croata, todos los candidatos a la presidencia deben divulgar públicamente la cantidad que han recaudado y gastado durante toda la campaña oficial. Lo presentan a través de un formulario estandarizado al Comité Electoral Estatal (en croata: Državno izborno povjerenstvo, DIP).
El primer conjunto de estadísticas fue informado por los candidatos antes de la última semana de la campaña. Los montos finales se informaron al DIP con la fecha límite final del 25 de enero de 2010, y se informaron en Narodne novine.
Además de las estadísticas de entrada, las ONG croatas GONG y Transparency International Croatia han decidido contratar una agencia de análisis de medios que calculó la cantidad de dinero que necesariamente se gastó en publicidad en televisión, radio y medios impresos. Señalan que este es solo el gasto de medios observable, mientras que estiman que el costo real excede el doble de la cantidad gastada en los medios.
Todos los números, aparte de los votos, están en kunas.
| Candidato (Partido) | Candidato (Partido)    | Gastado hasta el 19 de diciembre (DIP) | Gastado hasta el 20 de diciembre (GONG) | Gasto total HRT | Total gastado (DIP)                | Votos                              | Porcentaje                         |
| ------------------- | ---------------------- | -------------------------------------- | --------------------------------------- | --------------- | ---------------------------------- | ---------------------------------- | ---------------------------------- |
|                     | Andrija Hebrang (HDZ)  | 4,703,778                              | 1,833,881                               | 619,512         | 6,379,846                          | 237,998                            | 26.8                               |
|                     | Nadan Vidošević (I)    | 4,422,100                              | 2,800,924                               | 1,607,440       | 6,823,266                          | 223,892                            | 30.5                               |
|                     | Milan Bandić (I)       | 3,865,551                              | 5,275,338                               | 4,149,785       | ver resumen de gastos del balotaje | ver resumen de gastos del balotaje | ver resumen de gastos del balotaje |
|                     | Dragan Primorac (I)    | 3,787,000                              | 4,176,064                               | 1,314,518       | 3,853,407                          | 117,154                            | 32.9                               |
|                     | Boris Mikšić (I)       | 2,928,767                              | 31,053                                  | 156,456         | 3,247,163                          | 41,491                             | 78.3                               |
|                     | Ivo Josipović (SDP)    | 2,866,648                              | 1,792,131                               | 645,345         | ver resumen de gastos del balotaje | ver resumen de gastos del balotaje | ver resumen de gastos del balotaje |
|                     | Vesna Pusić (HNS-LD)   | 1,914,870                              | 236,921                                 | 211,343         | 1,977,725                          | 143,190                            | 13.8                               |
|                     | Miroslav Tuđman (I)    | 1,084,000                              | 51,077                                  | 345,517         | 1,000,279                          | 80,784                             | 12.4                               |
|                     | Vesna Škare Ožbolt (I) | 1,035,000                              | 121,485                                 | 157,462         | 1,057,345                          | 37,373                             | 28.3                               |
|                     | Damir Kajin (IDS)      | 479,900                                | 62,937                                  | 191,326         | 590,624                            | 76,411                             | 7.7                                |
|                     | Slavko Vukšić (I)      | 217,000                                | no divulgado                            | 31,980          | se negó a enviar información       | 8,309                              | N/A                                |
|                     | Josip Jurčević (I)     | 133,000                                | 20,144                                  | 71,955          | 171,700                            | 54,177                             | 3.2                                |

### Segunda vuelta

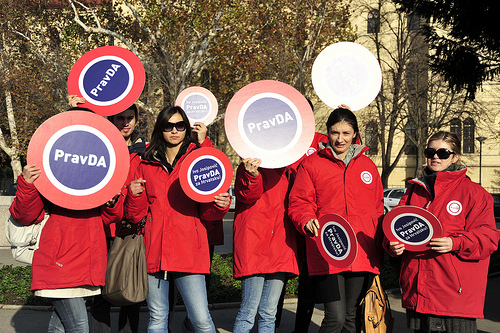
Manifestaciones de apoyo a Josipović.

Inmediatamente después de que se publicaron los resultados oficiales poco después de la medianoche del 28 de diciembre y estaba claro que los dos candidatos a enfrentar en una segunda vuelta serían Josipović y Bandić, todos los candidatos principales dieron sus discursos. Josipović pidió que los votantes voten por la luz, no por la oscuridad, mientras Bandić insultó a Josipović diciendo que era un peón de Zoran Milanović y nada más que su control remoto. A la mañana siguiente comenzó la campaña oficial para la segunda ronda. Josipović negó ser un proyecto SDP autodenominado independiente y acusó a Bandić de ser un control remoto de Ivo Sanader, refiriéndose entre otras cosas a las afirmaciones de Dragan Primorac de que Bandic era el favorito del ex primer ministro. Bandić negó los rumores, sin embargo al día siguiente los medios publicaron una historia que decía que Bandić y Sanader tenían un almuerzo secreto ese mismo día en un restaurante de Zagreb. Bandić negó los rumores que llamaban mentirosos a los periodistas que publicaron la historia, diciendo que el favorito de los medios es Josipović y que harían cualquier cosa para desacreditarlo.
El lunes 28 de diciembre, el primer día de la campaña de desempate, el presidente en funciones Stjepan Mesić indicó que apoya a Ivo Josipović como su sucesor. Elogió su manifiesto y dijo que Croacia necesita un presidente que trabaje activamente contra la corrupción y la justicia. También insultó a Milan Bandić diciendo que era imposible que solo gastara 3 millones de kunas para la campaña diciendo que sabe cuánto cuesta una campaña. Pidió más transparencia y le pidió que publicara los nombres de los que realmente financiaban su campaña. Bandić respondió diciendo que Mesić no ha divulgado los nombres de sus donantes hasta el día de hoy y que formó parte de ambas campañas, por lo que sabe cuán poco transparentes fueron. Mesić llamó a Bandić un mentiroso diciendo que él era el único en esos días para lanzar el nombre de cada persona que contribuyó a su victoria. Dijo que sus informes de campaña se publicaron, en croata, no en inglés, refiriéndose claramente al hecho de que Bandic no podía hablar inglés correctamente. También sugirió que podría haber un debate totalmente en inglés, burlándose de Bandic ya que anteriormente afirmó que habla el idioma. Bandić respondió diciendo que estaría contento de asistir a ese debate solo si Mesić lo estaba moderando, refiriéndose al hecho de que el propio presidente tampoco era hablante de inglés. También llamó al presidente un "anciano" diciendo que era natural que se olvidara de la ayuda que le brindó durante sus dos campañas. 
El 29 de diciembre, Josipović pronunció un discurso sobre una convención SDP celebrada en Rijeka donde dijo que con las siguientes elecciones presidenciales el mapa político de Croacia cambiaría para siempre y que para las próximas elecciones parlamentarias Croacia se tiñe de rojo, refiriéndose al color oficial de su partido. siendo rojo. Bandić no perdió el tiempo y al día siguiente atacó a Josipović argumentando que el próximo presidente no debería tener prejuicios una vez más, repitiendo su afirmación de que Josipović no es más que un peón de Zoran Milanović que trabajaría en su beneficio si ganara. El primer ministro Jadranka Kosor también criticó las declaraciones de Josipović como inadecuadas.
Los dos primeros debates de segunda ronda se llevaron a cabo en la misma tarde, el 30 de diciembre, el primero en HRT comenzando un par de minutos después de las 8 p. m., y el segundo en Nova TV comenzando un par de minutos antes de las 10 p. m. Durante los debates, Josipović hizo hincapié en su carrera política sin tapujos y en su conocimiento de la ley y la Constitución. Se defendió de los ataques hechos por Bandić a principios de la semana de que era uno de los responsables de escribir acusaciones criminales contra los generales de Croacia durante la guerra, denunciando las afirmaciones como mentiras rotunda, diciendo que ofreció ayuda legal a los soldados croatas capturados durante la guerra. la guerra.

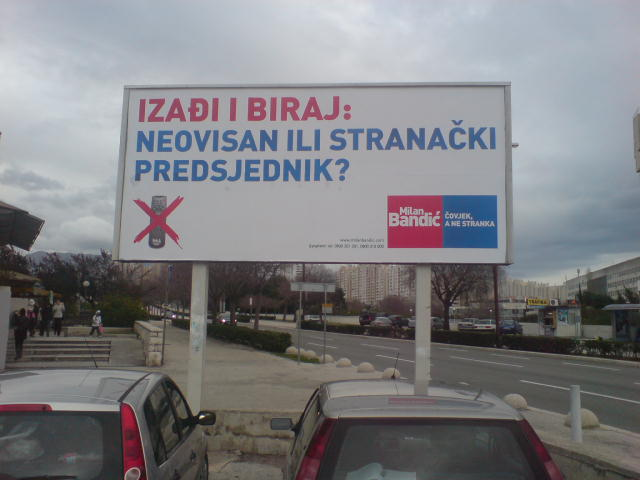
Uno de los carteles de la campaña de Bandić. El mensaje se traduce: 'Elija: ¿un partido o un presidente independiente?' En la esquina inferior izquierda se muestra una imagen de un control remoto que hace referencia a la acusación de Bandic de que Josipović es un peón del control remoto de su partido.

El ataque más directo de Bandic sobre Josipović se produjo al final del primer debate cuando lo acusó de dañar la ciudad de Zagreb en 1998 al presuntamente abusar de su posición como jefe de la junta de supervisión de una caja de ahorros de Zlatica. realizó una serie de maniobras financieras que le permitieron cobrar su depósito de 138,000 marcos alemanes del banco Komercijalna banka que había sido bloqueado y luego quebró. Bandić citó un fallo judicial de 2006 que invalidó esas maniobras. Josipović se defendió diciendo que no era más que un caso civil del que ni siquiera formaba parte y que no cometió ninguna acción ilegal. Josipović también tuvo que defender su dañina cita de que Croacia se colorearía de rojo en las próximas elecciones, diciendo que era natural que un partido político fuera ambicioso diciendo que no consideraba que las declaraciones fueran inadecuadas, repitiendo una vez más que, de ser elegido, él sería el presidente de todos los ciudadanos.
Milan Bandić usó mucho la religión como un problema en la campaña, calculando que el agnosticismo de Josipović sería un desvío para un país mayoritariamente católico como Croacia. Constantemente repitió que el único que teme es Dios y que fue criado como un verdadero creyente y un cristiano humilde, y que también afirma que tiene el apoyo de la Iglesia Católica. Josipović ignoró en gran medida los intentos de Bandic de decir que él sería el presidente de todos los croatas sin importar sus creencias religiosas. El presidente en funciones Stjepan Mesić fue elegido dos veces a pesar de su ateísmo. Sin embargo, la campaña de Bandić utilizó todas las tácticas para forzar el asunto, incluso distribuyó volantes frente a las iglesias después de la misa dominical en todo el país instando a los creyentes a elegir entre la cruz y una estrella roja, haciendo referencia al comunismo. 
El 3 de enero tuvo lugar el tercer debate, organizado por RTL Televizija. Los temas principales fueron el regreso del ex primer ministro Ivo Sanader a la escena política, la economía, los impuestos y las relaciones exteriores, especialmente con Eslovenia. Bandić repitió una vez más que era un hombre de trabajo que haría cualquier cosa por la gente, mientras que Josipović demostró su conocimiento de la ley y la política exterior. Al día siguiente, se publicaron los resultados de una segunda serie de encuestas electorales, que muestran que Bandić logró algunos avances, pero el apoyo de Josipović prácticamente no se modificó.
El debate del 7 de enero sobre Nova TV se realizó a las 21:45, moderado una vez más por Mislav Bago. Los dos candidatos tuvieron un intercambio algo más intenso con respecto a la mayoría de los temas discutidos previamente en la campaña. Una vez más compararon la tenencia en la Liga de Comunistas de Croacia y SDP, sus propiedades personales y valores morales. Josipović pidió a Bandić que compare sus propiedades físicas y bursátiles en el tribunal, que este último se negó. Se habló de apoyos y algunas reflexiones sobre temas de conversación. Terminaron en un tono más cordial con la mención de futuras visitas privadas, así como las mascotas de la familia.
El último debate tuvo lugar el 8 de enero sobre TRH, moderado por Branimir Bilic. Los temas más comunes fueron cubiertos una vez más, terminando con algunos temas más amplios de la política internacional, como el calentamiento global y la desigualdad del tercer mundo.

#### Resumen de gastos, incluida la segunda ronda
Estos montos siguientes se enviaron al DIP antes de la última semana de la campaña. El resto será entregado y publicado después de la segunda ronda. El cálculo de la cantidad gastada fue realizado por GONG y TIH durante el mismo período.
Todos los números, aparte de los votos, están en kunas.
| Candidato (Partido) | Candidato (Partido) | Dinero gastado - hasta el 3 de enero (DIP) | Dinero gastado - hasta el 3 de enero (GONG) | Total (DIP) | Votos     |
| ------------------- | ------------------- | ------------------------------------------ | ------------------------------------------- | ----------- | --------- |
|                     | Milan Bandić (I)    | 6,986,061                                  | 9,589,142.60                                | 15,278,984  | 883,222   |
|                     | Ivo Josipović (SDP) | 4,753,082                                  | 3,937,365.20                                | 8,950,325   | 1,339,385 |

## Resultados

### Primera vuelta
En la primera ronda participaron doce candidatos y votaron 1.975.909 personas. De los 4.4 millones de croatas que podían participar en estas elecciones, más de 400 mil se encontraban en el extranjero, la mayoría en la vecina Bosnia-Herzegovina.
Aunque Ivo Josipovic era considerado el candidato favorito en estos comicios, no fue capaz de obtener más del 50% de los votos, viéndose obligado a participar en una segunda ronda contra Milan Bandić, exalcalde de Zagreb. Ambos candidatos son pro-occidente, y apoyan la entrada de su nación a la Unión Europea, prevista para el 2011 o el 2012.[actualizar] Bandić fue expulsado del partido socialdemócrata el 5 de noviembre de 2009, al negarse a apoyar la candidatura de Josipovic.
El partido oficialista quedó en quinta posición, signo de que los croatas no están satisfechos con las medidas que el gobierno ha tomado para combatir el declive económico y la corrupción en las altas esferas gubernamentales.
|  | 32.42 % |

|  | 14.83 % |

|  | 12.04 % |

|  | 11.33 % |

|  | 7.25 % |

|  | 5.93 % |

|  | 15.11 % |

|  | 98.94 % |

|  | 1.06 % |

|  | 100.00 % |

|  | 43.96 % |

#### Análisis de la primera vuelta

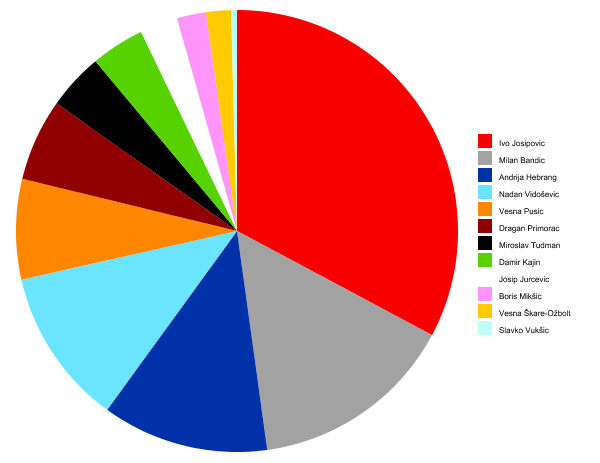
Resultados de la primera vuelta

En la primera vuelta de las elecciones tuvo la participación más baja en cualquier elección presidencial en la historia de Croacia, con solo el 43.96% de todos los ciudadanos registrados  participando en las elecciones en comparación con el 50.57% hace cinco años y el 62.98% hace diez años. La mayoría de los observadores políticos señalaron la creciente desconfianza del público en los políticos y el sistema político como la razón principal de la baja participación.
En todo el país, Ivo Josipović obtuvo el 32% y Milan Bandić el 14%, lo que significa que entre dos sumaron menos apoyo que Stjepan Mesić en 2005 en la primera vuelta. El hecho de que hubiera solo tres candidatos de izquierda significaba que la izquierda estaba relativamente unida bajo Josipović, mientras que los votos de la derecha se extendieron a varios candidatos prominentes, incluido Bandić, que fue una de las razones por las que ningún candidato de derecha logró para calificar para el balotaje. Como tal, esta elección se hizo histórica ya que por primera vez en un balotaje habría dos candidatos del mismo partido, Josipović, que se reincorporó a SDP un año antes de las elecciones, y Bandić, que dejó el SDP un mes antes de las elecciones para poder presentarse como candidato independiente.
El candidato del centro derecha de la Unión Democrática Croata (HDZ) Andrija Hebrang quedó en tercer lugar con el 12% de los votos, un resultado notablemente mejor de lo que la mayoría de las encuestas había pronosticado, pero que muchos ven como una debacle para HDZ al lograr el resultado más bajo para el partido a nivel nacional y también se convirtió en su primer candidato presidencial que no llegó al balotaje desde Mate Granic en 2000. Nadan Vidošević, que fue visto por muchos como un favorito para la presidencia en el comienzo de la año, quedó en cuarto lugar con el 11% de los votos. Dragan Primorac fue el tercer candidato de derecha prominente que invirtió grandes sumas en su campaña, pero en la encuesta logró solo el 6%, menos de lo que muchas encuestas habían predicho. De hecho, Primorac fue superado incluso por la candidata de centroizquierda Vesna Pusić, que fue la quinta, obteniendo un 7.25%.
Ningún otro candidato logró más del 5% a nivel nacional. El izquierdista Damir Kajin hizo una actuación decente en su condado natal, pero sin embargo fue superado por el derechista Miroslav Tuđman en el conteo general. El número final de votos de Slavko Vukšić fue incluso menor que el número de firmas que originalmente apoyaban su nominación.
Josipović casi ganó en los 21 condados a excepción de dos, el condado de Lika-Senj que fue llevado por Andrija Hebrang y el condado de Istria llevado por Damir Kajin. También ganó las principales ciudades, incluida la capital de Croacia, Zagreb, una especie de vergüenza para Bandić, que es el alcalde de la ciudad. Bandić había ganado las elecciones locales de Zagreb en 2009 con casi 150,000 votos solo siete meses antes, pero con una participación de 41.69% / 33.62% y bajo el estandarte de SDP. Esta vez solo obtuvo unos 59,000 votos o 15.64% en Zagreb, con una participación local de 52.40%.

### Segunda vuelta
|  | 60.26 % |

|  | 39.74 % |

|  | 98.64 % |

|  | 1.36 % |

|  | 100.00 % |

|  | 50.13 % |

#### Análisis del balotaje

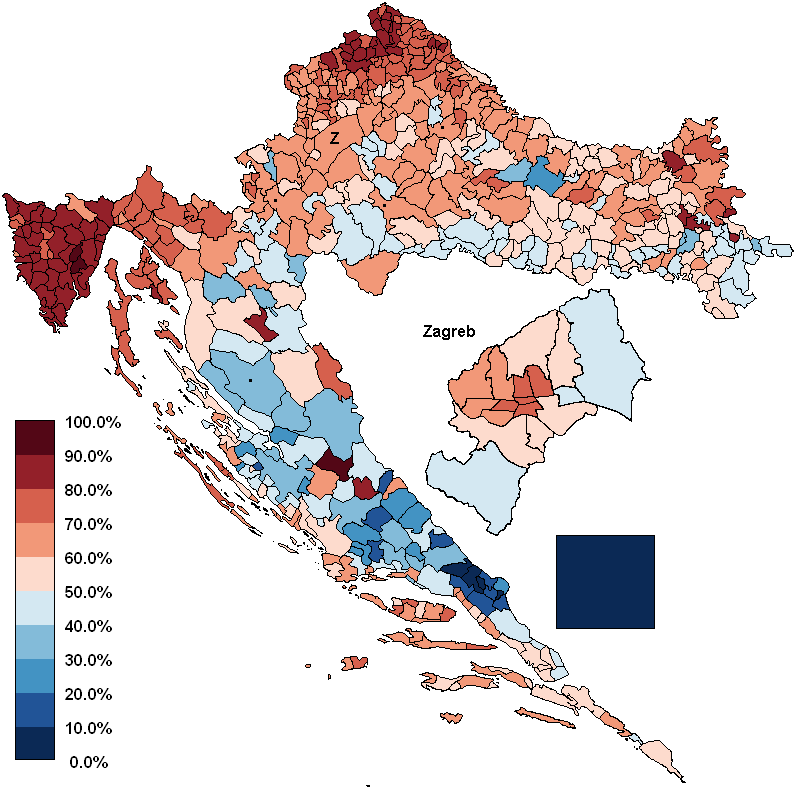
Rseultados del balotaje por municipio. Azul para Bandić y rojo para Josipović.

La primera ronda de las elecciones tuvo la participación más baja para las elecciones presidenciales, por lo que muchos expertos políticos al comienzo de la segunda campaña predijeron una participación aún menor para la segunda vuelta. Sin embargo, a medida que la campaña comenzó a ser más acalorada y el cuerpo electoral más dividido, era evidente que las elecciones de segunda vuelta tendrían una mayor participación que la primera ronda. El aumento en la participación fue de 277 661 personas, de las cuales 268 166 emitieron votos válidos. En general, el 50,13% de los ciudadanos que son elegibles para votar cumplió con su derecho público. Eso es un poco más de 6 puntos porcentuales más que la primera ronda y el par con hace cinco años, pero 10 puntos porcentuales menos que hace 10 años y la participación más baja para las elecciones presidenciales de segunda vuelta.
A nivel nacional, Ivo Josipović logró 1 339 385 votos, o 60.26%, mientras que Milan Bandić ganó 883 222 votos, o 39.74%. La mayoría de las encuestas antes de las elecciones mostraban a Josipović con una fuerte ventaja, pero nunca tanto como 20 puntos porcentuales como lo logró durante las elecciones. La diferencia entre los dos candidatos fue una sorpresa para muchos expertos y analistas.
Josipović ganó todos los condados croatas a excepción del condado de Lika-Senj, el condado menos poblado. Del mismo modo, ganó todas las ciudades con más de 20 000 habitantes y todas las ciudades, a excepción de Gospić, que también es el más pequeño. La capital, Zagreb, también la gañó Josipović, con un margen ligeramente superior a la media nacional. Bandic no tuvo éxito en la mayoría de los barrios de Zagreb, pero sí ganó Lika y el voto del extranjero, donde la mayoría provenían de Bosnia y Herzegovina. Los márgenes más cercanos se encontraban en las fortalezas tradicionales derechistas en partes de Eslavonia y Dalmacia.